# Ostrów (gmina w powiecie lwowskim)
Ostrów – dawna gmina wiejska w powiecie lwowskim województwa lwowskiego II Rzeczypospolitej. Siedzibą gminy był Ostrów (obecnie w granicach Szczerca).
Gminę utworzono 1 sierpnia 1934 r. w ramach reformy na podstawie ustawy scaleniowej z dotychczasowych gmin wiejskich: Chrusno Nowe, Chrusno Stare, Dobrzany, Dornfeld, Einsiedel, Falkenstein, Humieniec, Jastrzębków, Łany, Nikonkowice, Ostrów, Piaski, Rosenberg, Serdyca, Sroki Szczerzeckie, Szczerzec i Zagródki.
Pod okupacją niemiecką w Polsce (GG) gminę zniesiono, włączając ją do nowo utworzonych gmin Szczerzec i Pustomyty (Chrusno Nowe, Chrusno Stare) oraz do gminy Krasów (Dobrzany i Dornfeld).
Po II wojnie światowej obszar gminy został odłączony od Polski i włączony do Ukraińskiej SRR.